# جان آردن
جان آردن (انگلیسی: John Arden) (زادهٔ ۲۶ اکتبر ۱۹۳۰ – مرگ ۲۸ مارس ۲۰۱۲) نمایش‌نامه‌نویس مارکسیست اهل بارنزلی، انگلستان بود که یکی از مهم‌ترین و تأثیر گذارترین نمایش‌نامه نویسان جریان اصلی دهه ۵۰ و دهه ۶۰ در بریتانیا بود. آردن دانش آموختهٔ رشته معماری از دانشکده هنر ادینبورو اسکاتلند است. نخستین کار او یک نمایش‌نامه رادیویی به نام زندگی انسان بود که در سال ۱۹۵۶ مدتی پس از دانش‌آموختگی او نوشته و اجرا شد.
بخش مهمی از نمایش‌نامه‌های آردن برگرفته و تأثیرپذیرفته از نوشته‌های برتولت برشت و تئاتر روایی بود. از شاخص‌ترین نمایش‌نامه‌های او می‌توان به رقص گروهبان ماسگِریو (Serjeant Musgrave's Dance)، زندگی همانند خوک‌ها و واپسین شب‌بخیر آرمسترانگ اشاره کرد که واپسین نمایش‌نامه مذکور توسط تئاتر ملی پذیرفته نشد و سپس توسط دادگاه سلطنتی رد شد.
جان آردن همچنین چند رمان همانند: سکوت در میان جنگ‌افزرها (۱۹۸۲) و کتاب بِیل با مضمون پروتستانیسم در دفاع از جان بیل را نوشت. جان آردن در ۲۸ مارس ۲۰۱۲ در شهر گالوی واقع در غرب ایرلند درگذشت.